# Leonard Bernstein

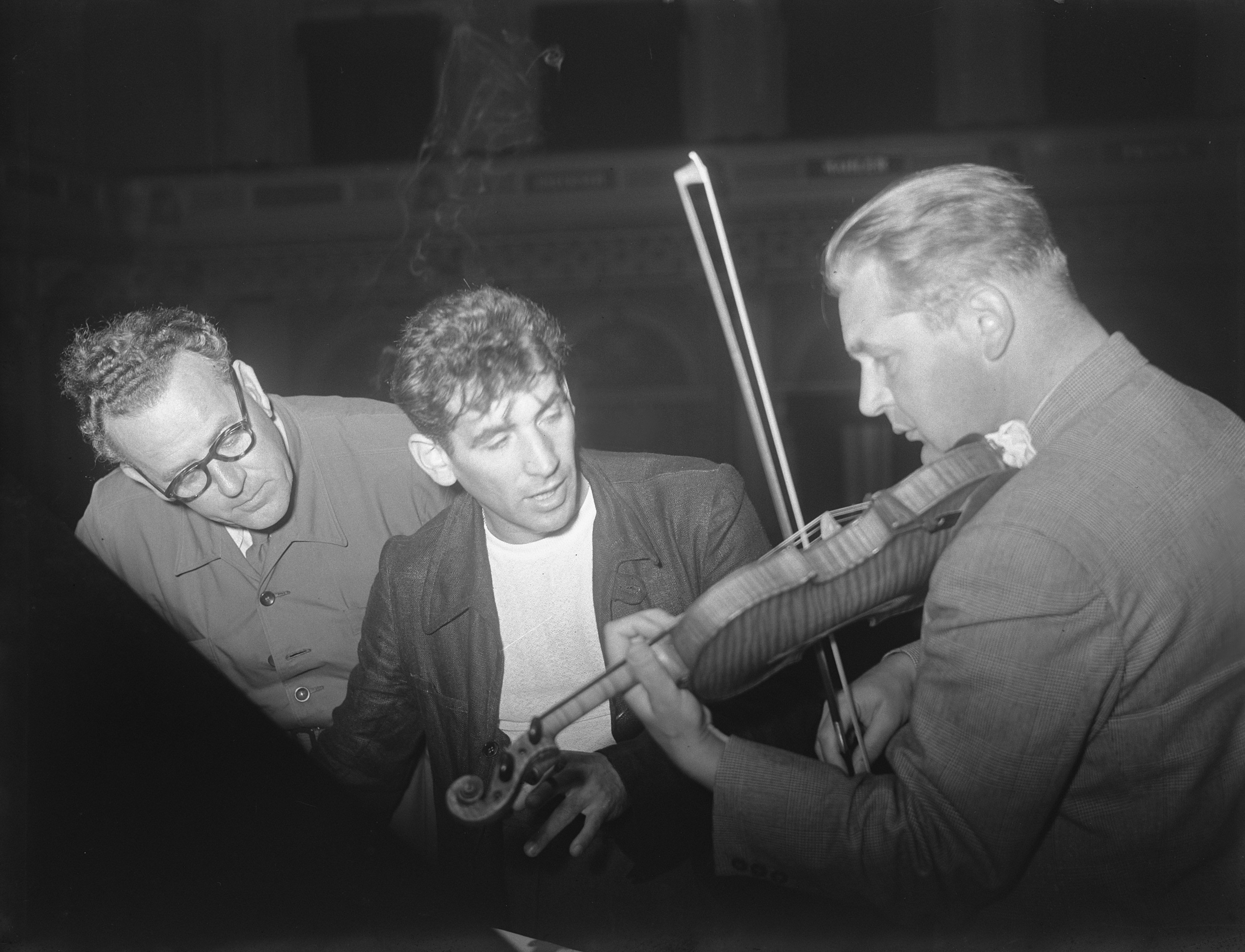
Bernstein met de violist Jan Damen bij het Concertgebouworkest (1950)

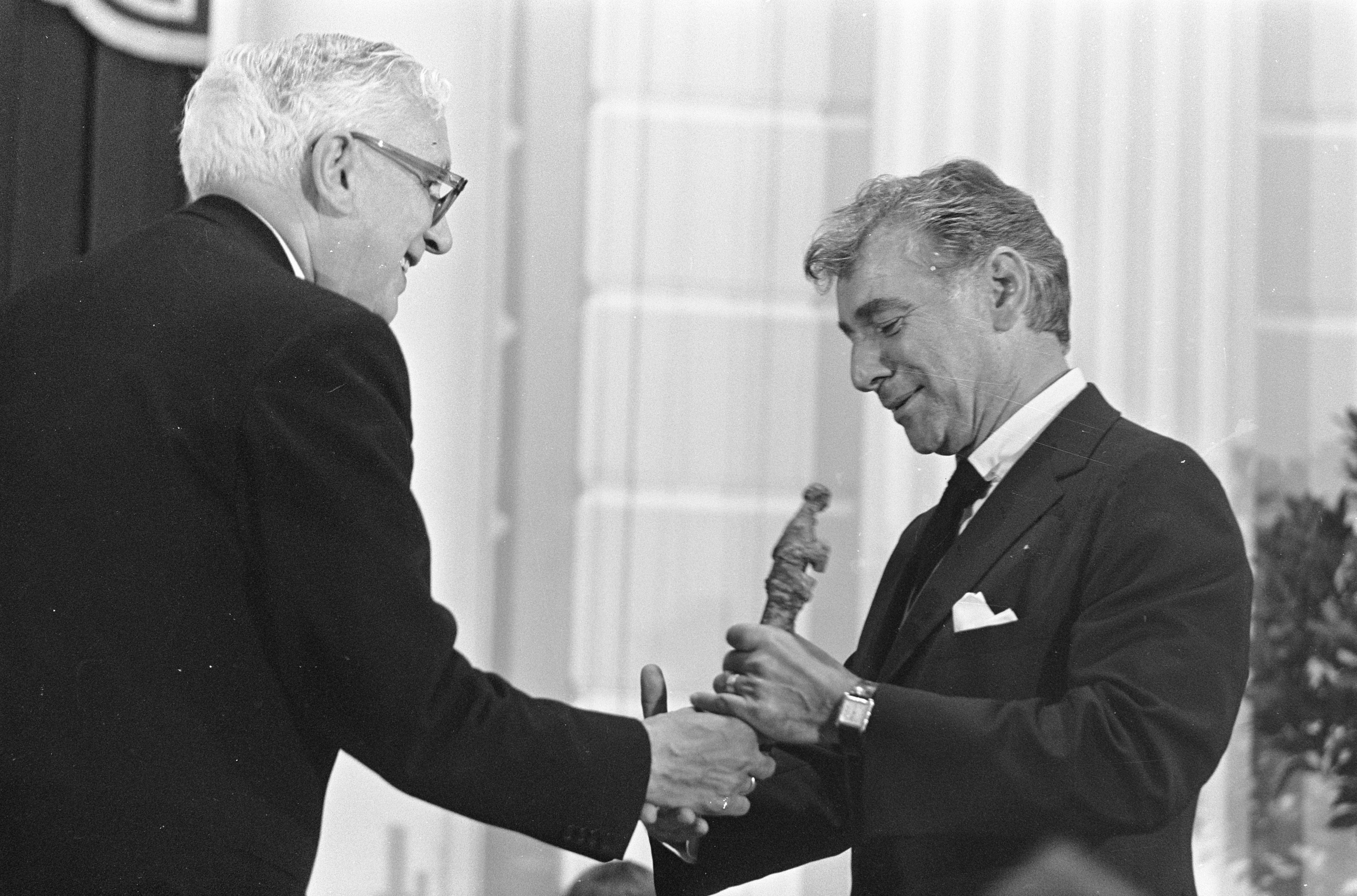
Bernstein krijgt een Edison (1968)

Leonard Bernstein (Lawrence (Massachusetts), 25 augustus 1918 – New York, 14 oktober 1990) was een Amerikaanse componist, dirigent, pianist en muziekpedagoog.

## Levensloop
Leonard Bernstein was de zoon van de Oekraïense Joden Sam Bernstein en Jennie Resnick uit de buitenwijken van Rivne die in 1908 hun sjtetl ontvluchtten om de dienstplicht te ontlopen in het toen nog tsaristische Rusland. Later studeerde hij aan de Harvard-universiteit en aan het Curtis Institute of Music te Philadelphia. Hij werd voor het eerst bekend toen hij in 1943 bij een concert te New York als dirigent inviel voor de zieke Bruno Walter. Hij maakte in de jaren veertig diverse musicals, die succesvol draaiden op Broadway. In de jaren vijftig dirigeerde hij een keer zo goed als onvoorbereid aan La Scala te Milaan de Medea van Luigi Cherubini met Maria Callas in de hoofdrol. Jarenlang presenteerde hij op televisie een educatief programma over klassieke muziek.
Van 1958 tot 1969 was hij eerste dirigent en artistiek leider van de New York Philharmonic. Met dit orkest nam hij alle symfonieën van Gustav Mahler op. Bernsteins bevlogen interpretaties droegen bij tot hernieuwde belangstelling in de VS voor deze componist. Hij zorgde ook voor eerste uitvoeringen van enkele symfonieën van Charles Ives. Hij legde zich ook toe op componeren. Een van zijn bekendste werken is de (ook verfilmde) musical West Side Story (1957). Hij schreef ook de opera Candide. Bernstein dirigeerde regelmatig de Wiener Philharmoniker, het Koninklijk Concertgebouworkest en het Boston Symphony Orchestra. Met deze orkesten maakte hij ook live-opnamen van concerten.
Tot zijn grootste wapenfeiten als dirigent behoort de wereldpremière van de Turangalîla-symfonie van Olivier Messiaen in 1949. Om de val van de Berlijnse Muur en de aanstaande Duitse hereniging te vieren dirigeerde hij tweemaal de Negende Symfonie van Beethoven, op 23 december 1989 in de Berliner Philharmonie in West-Berlijn en op 25 december 1989 in het Konzerthaus Berlin in Oost-Berlijn. Bernstein verving daarbij in Schillers tekst van het slotkoor Ode an die Freude het woord "Freude" (vreugde) door "Freiheit" (vrijheid). Het tweede concert werd wereldwijd op televisie uitgezonden.
Bernstein musiceerde meeslepend, met inzet van heel zijn wezen. Hij legde veel emoties in de muziek, volgens sommigen ook als er meer aanleiding was tot distantie. In zijn laatste jaren gaf hij de voorkeur aan live-opnamen met publiek boven studio-opnamen. Bernstein was vele jaren een icoon van de klassieke muziek in de VS. Als een van de eerste Amerikaanse musici werd hij geaccepteerd als volledig gelijkwaardig aan Europese topmusici. Hij bezat niet enkel de kwaliteiten van uitvoerend musicus en componist, hij overschreed ook grenzen tussen klassieke muziek en andere muziekgenres en wist als weinig anderen mensen te begeesteren voor muziek.
Bernstein was een van de eerste musici uit de klassieke muziekwereld die de waarde erkenden van rock- en popmuziek. In 1967 vroeg hij in het televisieprogramma Inside Pop: The Rock Revolution aandacht voor The Beatles, The Beach Boys, The Byrds, The Hollies en anderen. Hij zorgde ervoor dat Society's Child van de tiener Janis Ian door Amerikaanse radiostations werd uitgezonden. Dit zeer omstreden nummer ging over een verhouding van een blank meisje met een zwarte jongen.
Leonard Bernstein overleed op 72-jarige leeftijd in New York aan hartfalen gerelateerd aan longkanker. Kort daarvoor had hij al zijn afspraken als dirigent afgezegd.

### Privé
Bernstein was getrouwd met actrice Felicia Montealegre. Uit dit huwelijk kwamen drie kinderen voort. Hij had buitenechtelijke affaires met zowel mannen als vrouwen. In 1976 verliet hij Felicia om te gaan samenwonen met de musicoloog Tom Cothran. Toen Felicia in 1977 longkanker bleek te hebben keerde hij naar haar terug. Hij zorgde voor haar tot haar dood op 16 juni 1978. Daarna had hij diverse homoseksuele relaties tot aan zijn eigen dood op 14 oktober 1990.
Over Bernsteins leven maakte Bradley Cooper, als regisseur, scriptschrijver en hoofdrolspeler, in 2023 de Netflix-speelfilm Maestro.

## Composities

### Werken voor orkest

#### Symfonieën

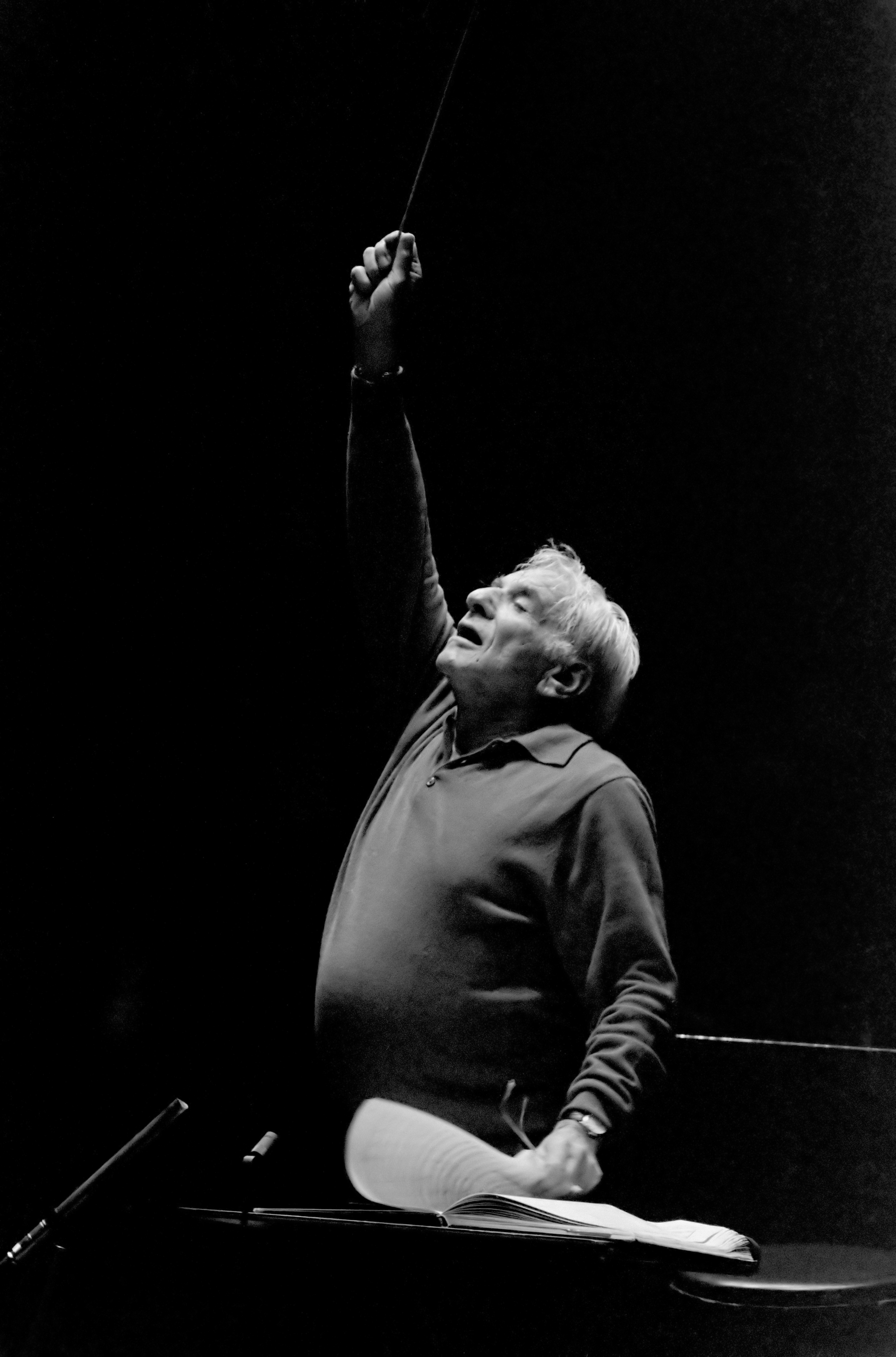
Bernstein in Amsterdam (1987)

- 1939-1942 Symfonie nr. 1, "Jeremiah", voor mezzosopraan en orkest
- 1949 Symfonie nr. 2, "Age of Anxiety", voor piano en orkest
- 1963 rev. 1977 Symfonie nr. 3, "Kaddisj", voor spreker, sopraan solo, gemengd koor, jongenskoor en orkest

#### Andere werken voor orkest
- 1944 Three Dance Episodes from «On the Town», voor orkest
- 1944 Fancy Free - Three Dance Variations, voor orkest
- 1954 Serenade (naar Plato's «Symposion»), voor viool, strijkers, harp en slagwerk
- 1955 On the Waterfront: Symphonic Suite, voor orkest
- 1960 Symphonic Dances uit de musical «West Side Story», voor orkest
- 1974 Dybbuk - Suite Nr. 2, voor orkest
- 1976 1600 Pennsylvania Avenue, suite voor orkest
- 1977 Slava!, ouverture
- 1980 Divertimento, voor orkest
- 1983 rev. 1984 Suite from "A Quiet Place", voor orkest
- 1986 rev. 1988 Concerto "Jubilee Games", voor orkest

### Bewerkingen voor harmonieorkest
- 1942 Profanation uit de Symphony Nr. 1 "Jeremiah", bew. voor harmonieorkest door Frank Bencriscutto
- 1956 Candide Overture, bew. voor harmonieorkest door Clare Grundman
- 1961 Fanfare for the 25th Anniversary of the "High School of Music and Art", New York City, voor koperblazers en slagwerk. Orkestratie: Sid Ramin
- 1961 Fanfare for the Inauguration of John F. Kennedy, voor koperblazers en slagwerk. Orkestratie: Sid Ramin
- 1969 Shivaree, voor groot koperensemble en slagwerk, bew. voor harmonieorkest door Clare Grundman
- 1977 Slava!, ouverture voor harmonieorkest, bew. voor harmonieorkest door Clare Grundman
- 1980 Divertimento, voor harmonieorkest, bew. voor harmonieorkest door Clare Grundman
- 1989 On the Waterfront - Symphonic Suite, voor harmonieorkest, bew. voor harmonieorkest door Guy Duke
- 4 Dances from «West Side Story», voor harmonieorkest, bew. voor harmonieorkest door Ian Polster
- America from «West Side Story», voor harmonieorkest, bew. voor harmonieorkest door Joseph
- Candide - Suite, bew. voor harmonieorkest door Clare Grundman
- Highlights from «West Side Story», bew. voor harmonieorkest door Joseph Ingram
- Meditation 2 uit "Mass", bew. voor harmonieorkest door Donald Hunsberger
- Music from «West Side Story», voor harmonieorkest
- Musical Toast, voor harmonieorkest
- Symphonic Dances from «West Side Story», voor harmonieorkest

### Jazz-ensemble
- 1949 Prelude, Fugue and Riffs, voor klarinet solo en jazz-ensemble
- Somewhere, voor zangstem en jazz-ensemble

### Cantates
- 1976 White House Cantata, cantate voor sopraan, mezzosopraan, tenor, bariton, bas, gemengd koor en orkest - libretto: Alan Jay Lerner

### Muziektheater

#### Opera's
| Voltooid in     | titel                                             | aktes                        | première                                                                    | libretto                                                   |
| --------------- | ------------------------------------------------- | ---------------------------- | --------------------------------------------------------------------------- | ---------------------------------------------------------- |
| 1952            | Trouble in Tahiti;later verwerkt in A Quiet Place | 1 akte, 7 scènes             | 12 juni 1952, Waltham (Massachusetts), Brandeis University                  | van de componist                                           |
| 1956; rev.1973  | Candide                                           | 2 aktes; rev. versie: 1 akte | 1956, Boston; rev. versie: 1973, New York                                   | Lillian Hellmann, naar Voltaire; rev. versie: Hugh Wheeler |
| 1983; rev. 1984 | A Quiet Place                                     | 1 akte; rev. versie: 3 aktes | 17 juni 1983, Houston; rev. versie: 19 juni 1984, Milaan, Teatro alla Scala | Stephen Wadsworth                                          |

#### Musicals
| Voltooid in | titel                    | aktes   | première                                           | libretto                                                               |
| ----------- | ------------------------ | ------- | -------------------------------------------------- | ---------------------------------------------------------------------- |
| 1944        | On the town              | 2 aktes | 28 december 1944, New York, Adelphi Theater        | Betty Comden en Adolph Green, gebaseerd op een idee van Jerome Robbins |
| 1953        | Wonderful Town           | 2 aktes | 1953, New York                                     | Joseph A. Fields en Jerome Chodorov                                    |
| 1957        | West Side Story          | 2 aktes | 26 september 1957, New York, Winter Garden Theatre | Arthur Laurents, Stephen Sondheim                                      |
| 1976        | 1600 Pennsylvania Avenue | 2 aktes | 1976, Philadelphia                                 | Alan Jay Lerner                                                        |

#### Balletmuziek
| Voltooid in | titel      | aktes | première                                 | libretto       | choreografie   |
| ----------- | ---------- | ----- | ---------------------------------------- | -------------- | -------------- |
| 1944        | Fancy Free |       | 1944, New York, Metropolitan Opera House | Jerome Robbins | Jerome Robbins |
| 1946        | Facsimile  |       |                                          | Jerome Robbins | Jerome Robbins |
| 1974        | The Dybbuk |       |                                          | Jerome Robbins | Jerome Robbins |

#### Toneelmuziek
- 1950 Peter Pan, voor het toneelstuk van J.M. Barrie
- 1955 The Lark, voor het toneelstuk van Jean Anouilh

### Koormuziek
- 1947 Simchu Na, voor gemengd koor en piano
- 1965 Chichester Psalms, voor jongenssopraan, gemengd koor en orkest
- 1971 Mass, theaterstuk voor zangers, acteurs en dansers - libretto: Liturgie van de Rooms-Katholieke Kerk, aanvullingen van Stephen Schwartz en de componist
- 1981 Olympic Hymn, voor gemengd koor en orkest
- 1988 Missa Brevis, voor countertenor, zesstemmig gemengd koor, pauken en slagwerk
- Benedictus, voor vrouwenkoor (SSAA) en mannenkoor (TTBB)
- Life Is Happiness Indeed, voor gemengd koor
- Make Our Garden Grow, voor gemengd koor
- One Hand One Heart, voor gemengd koor
- Reenah, voor tweestemmig koor en instrumenten

### Vocale muziek
- 1943 liederencyclus
- 1945 Afterthought, voor zangstem en orkest
- 1950 Peter Pan - Four Songs and Two Choruses, voor 3 sopranen, bariton, mannenkoor (TTBB) en orkest
- 1974 Dybbuk - Suite Nr. 1, voor tenor, bas-bariton en orkest
- 1976 Take Care of this House, voor zangstem en orkest
- 1977 Songfest, een liederencyclus voor sopraan, mezzosopraan, alt, tenor, bariton en bas solisten en orkest
- La bonne cuisinière, liederencyclus

### Kamermuziek
- 1942 Clarinet Sonata, voor klarinet en piano
- 1948 Brass Music - Fanfare for Bima, voor trompet, hoorn, trombone en tuba
- 1988-89 variaties op een octotonische toonladder voor blokfluit en cello (later verwerkt in het Concerto "Jubilee Games", voor orkest)
- 1990 Dance Suite, voor koperkwintet
- Brass Music - Elegy for Mippy I, voor hoorn en piano
- Brass Music - Elegy for Mippy II, voor trombone solo
- Brass Music - Waltz for Mippy III, voor tuba en piano
- Brass Music - Rondo for Lifey, voor trompet en piano

### Werken voor piano
- Bridal Suite
- Piano Sonata (1938)
- Piano Trio
- Touches (1981)
- Thirteen Anniversaries (1988)
- Four Anniversaries (1948)
- Five Anniversaries (1949-51)
- Seven Anniversaries (1943)

### Filmmuziek
- On the Waterfront (Elia Kazan)